# Francisco Antonio de Fuentes y Guzmán
Francisco Antonio de Fuentes y Guzmán (1643-1700) fue un historiador y poeta descendiente de españoles de la Capitanía General de Guatemala. La única obra que se conserva de él es la Recordación Florida.

## Biografía
Nació en Santiago de Guatemala, hoy actualmente Antigua Guatemala, en 1643. Era descendiente de Bernal Díaz del Castillo, historiador de Indias. En 1661 desempeñó el cargo de Regidor Perpetuo de Guatemala. También fue alcalde Mayor de Totonicapán y Sonsonate. Trabajó muchos años como Cronista del Ayuntamiento.
Se dice que falleció en Totonicapán en el año de 1700. Sus padres fueron el poeta Francisco de Fuentes y Guzmán y doña Manuela Jiménez de la Urrea. Su inclinación por las armas lo hizo seguir la carrera militar obteniendo el grado de capitán. Poseyendo un talento prematuro, lo confirma el hecho de haber sido nombrado a los 18 años, regidor perpetuo de la ciudad de Guatemala.

## Obras
Entre sus obras destacan: 
- El Milagro de América, en la que describe la inauguración de la Catedral de Guatemala.
- La Vida de Santa Teresa de Jesús, descripción de los festejos hechos en Guatemala cuando el rey Carlos II cumplió 13 años.
- La Cinosura Política o Ceremonial de Guatemala.
- El Norte Político.
- Historia de Guatemala: O Recordación Florida.
- "Preceptos Historiales"

### LaRecordación Florida
Lamentablemente sólo se han conservado su obra más conocida, denominada Recordación Florida o Historia de Guatemala, y "Preceptos Historiales". En la Recordación Florida narra los principales acontecimientos de la historia de Guatemala hasta el momento (siglo XVII) y algunas costumbres y ritos de los indígenas, así como apuntes de la Conquista y hechos destacados de la historia de Guatemala y El Salvador.
Su mayor ambición con esta obra era ser considerado como Cronista de la Corona, aunque las grandes contradicciones que se encuentran en esta obra histórica, le valieron no ganar ese título.
Otro de los motivos por los cuales Fuentes y Guzmán escribió esta crónica histórica, era para recordar a la Corona que los criollos (descendientes de españoles) dominaron a una raza de aguerridos combatientes.